# ولیکایا (چوکوتکا)
ولیکایا (روسی: Великая) یک رودخانه در ناحیه خودگردان چوکوتکای کشور روسیه است.